# Heaven after midnight
Heaven after midnight is het derde studioalbum van de Nederlandse zanger Waylon uit 2014. Het album verscheen op 5 september 2014. De week erna bereikte het de eerste plaats van de Nederlandse Album Top 100. Als voorloper op het album verscheen in januari 2014 de single Giving up easy en in september 2014 de single Love drunk. De zanger werkte op eigen kosten in Nashville en Hollywood aan de plaat met onder anderen Bruce Gaitsch, een Amerikaanse liedjesschrijver en producent die eerder schreef voor Chicago en Madonna.

## Tracklist
| 1.                 | Let it pour             | 4:48 |
| 2.                 | Ain't got nothin' on me | 3:22 |
| 3.                 | Easy over you           | 3:24 |
| 4.                 | This rodeo              | 3:41 |
| 5.                 | Sad song                | 4:04 |
| 6.                 | Somewhere in the middle | 3:09 |
| 7.                 | Love drunk              | 3:49 |
| 8.                 | Giving up easy          | 4:12 |
| 9.                 | Finally home            | 3:33 |
| 10.                | Heaven after midnight   | 3:53 |
| 11.                | Dog's fife              | 4:03 |
| 12.                | Love me                 | 5:06 |
| Totale duur: 47:04 |                         |      |

## Hitnoteringen

### NederlandseAlbum Top 100
| Positie: | 1 | 4 | 12 | 14 | 16 | 21 | 37 | 44 | 50 | 64 | 86 | 80 | 84 | 82 | 69 | 64 | uit |